# Herman Bergne
Karl Herman Bergne, född 16 oktober 1899 i Östersund, död 15 december 1982 i Stockholm, var en svensk fotograf. Han var särskilt uppmörksammad som porträtt- och reklamfotograf, och hade sin ateljé i Stockholm.

## Biografi
Bergne startade sin ateljé 1927 i Stockholm och redan 1928 kom de stora reklamuppdragen. Affärerna gick bra och 1931 flyttade han sin verksamhet till nya lokaler i Hästskopalatset vid Hamngatan (Hamngatsbacken). Han hade där tre ateljéer igång med uppdrag för reklam och porträtt, till uppdragsgivarna hörde även kungahuset. Bergne var aktiv i både Svenska reklamförbundet och Svenska fotografers förbund, och blev så småningom talesman för reklamfotograferna. Han utstrålade självsäkerhet och personifierade framtidens mode- och reklamfotograf. Han började tidigt att arbeta i färg och 1937 drev han tillsammans med sångaren Sven-Olof Sandberg Sveriges första färglaboratorium. Sedan 1940 var han kunglig hovfotograf. 
Det var Bergnes många anställda fotografer som på 1940-talet uppmuntrade ingenjören Szilárd Szabad att konstruera och tillverka en rörligare ateljékamera; resultatet blev Szabad-kameran, som blev favoritkameran för otaliga ateljéfotografer. År 1953 gick Bergne in som delägare i Atelier Jaeger och 1970 tvingades han, på grund av sjukdom, sälja sin ateljé. Bergne finns representerad vid Moderna Museet  och Nationalmuseum i Stockholm. Bergne är begravd på Torslunda kyrkogård på Öland.